# Casillas de Còria
Casillas de Còria (en castellà i oficialment Casillas de Coria) és un municipi de la província de Càceres, a la comunitat autònoma d'Extremadura (Espanya).

## Persones il·lustres
- Fra Placido Silveira (1683-1736), religiós i compositor musical.[cal citació]
- Cruz Díaz Marcos (1955), escriptor.